# Ribeirãozinho (Cabo Verde)
Ribeirãozinho es una localidad caboverdiana del municipio de Paul.

## Geografía
La localidad está situada en la isla de Santo Antão.

## Organización territorial
La localidad abarca los lugares y barrios de:
- Ribeirãozinho de Baixo
- Ribeirãozinho de Cima